# نادي العين
نادي العين الإماراتي لكرة القدم هو نادٍ رياضي إماراتي يقع مقره في مدينة العين، في إمارة أبو ظبي، والممثل الوحيد للمدينة، يُعد النادي الأول والأكثر فرق كرة القدم تتويجًا بالألقاب في الإمارات، ويعتبر من أقوى الأندية على مستوى كرة القدم الإماراتية والعربية والآسيوية. نجح النادي في الفوز بلقب الدوري الإماراتي 14 مرة وهو رقم قياسي، وبكأس رئيس الدولة في 7 مناسبات، وكأس السوبر 5 مرات رقم قياسي، كأس الاتحاد 3 مرات، كأس رابطة المحترفين مرتين، وكأس الخليج للأندية مرة واحدة، وكأس السوبر الإماراتي المغربي مرة واحدة، كما استطاع الحصول دوري أبطال آسيا مرتين عامي 2003 و2024 ليكون النادي الإماراتي الأول والوحيد الذي حصل على هذا اللقب. يحمل نادي العين في سجله 38 بطولة رسمية.
أسِّس العين في 1 أغسطس 1968 على أيدي لاعبين من العين وأعضاء من البعثة التعليمية البحرينية ومن السودانيين العاملين بالدولة. يرأسه الشيخ محمد بن زايد آل نهيان. ويشتهر جمهوره باسم الأمة العيناوية. النادي الوحيد في العالم الذي يملك ثلاث ملاعب دولية. يبعد أقرب نادي للعين أكثر من 100 كم ويعتبر الوحيد في العالم يملك هذه المساحة الشاسعة دون منافس. يضم الفريق أربع فئات عمرية إلى جانب الفريق الأساسي وهي: فريق تحت سن العشرين، وفريق تحت سن السابعة عشر، فريق تحت سن الخامسة عشر، وفريق تحت سن الثالثة عشر. يبرز الفريق في كرة القدم، كما هناك رياضات أخرى في النادي هي كرة اليد، كرة الطائرة، تنس الطاولة، بالإضافة إلى السباحة وألعاب القوى.

## مجلس الشرف
هو مجلس استشاري يضم نخبة من أهم الشخصيات الفاعلة في مختلف المجالات داخل المجتمع، والغرض من وجوده هو ضمان استدامة التطور والنمو لتعزيز مكانة النادي ومدينة العين ودولة الإمارات العربية المتّحدة على الصعيدين الإقليمي والدولي.
ويجتمع مجلس الشرف مرتين في السنة برئاسة سمو الشيخ هزاع بن زايد آل نهيان، نائب حاكم إمارة أبوظبي النائب الأول لرئيس نادي العين الرياضي الثقافي النائب الأول لرئيس مجلس الشرف، رئيس مجلس الإدارة.

## التاريخ
في أغسطس من عام 1968، تم إنشاء النادي وقيامه، وسُمّي على اسم المدينة. وفي ظل إمكانيات مادية قليلة، قاموا باستئجار منزل من الطوب ليجتمع فيه المؤسسون، وأخذ كل فرد من المؤسسين على عاتقه القيام بواجباته، وكانوا يقومون بالخدمات الضرورية من تجهيز الملعب وتخطيطه وتنظيف مقر النادي، وغسيل الملابس. وبالنسبة للتكاليف المالية، فكان يتحملها كلٌ حسب إمكانياته. لجأ المؤسسون إلى الشيخ خليفة بن زايد للاستعانة بمساعدته، وفي زيارة لوفد من المؤسسين له أمر بمنحهم مقراً دائماً للنادي، وكان هذا المقر عبارة عن منزل شعبي في منطقة الجاهلي. في عام 1969، قدم لهم سيارة لاند روفر لخدمة النادي والفريق. بدأ المؤسسون البحث عن التطور في كرة القدم ومحاولة التقدم والاحتكاك واكتساب الخبرة، وكانت أول مباراة للفريق بعد التأسيس مع الجنود الإنجليز بهدف الاحتكاك، كسب الفريق المباراة وقدم أداء جيد ساعده بالدخول إلى عالم كرة القدم. و مضى الفريق في اللعب مباريات ودية ضد أندية أبو ظبي أخرى. في عام 1969، لعب الفريق أول مبارياته الودية عندما خسر 7-1 من قبل النادي الإسماعيلي المصري في مباراة ودية للمجهود الحربي. في عام 1970، مجموعة من أعضاء النادي (حاضر خلف المهيري، سليم الخضروي، محمد خلف المهيري ومحمود فضل الله)، انفصلت عن النادي وأنشئت نادي التضامن. في عام 1971، أمر الشيخ خليفة بإنشاء مقراً جديداً للنادي بمواصفات حديثة يضم ملعب خليفة الدولي و فرع القطارة الذي يضم ملعب طحنون بن محمد، وكان المقر الثالث والرئيسي في منطقة الصاروج. في عام 1972، لعب الفريق مباراة ودية في الإمارات ضد الفريق البرازيلي ساو باولو انتهت 13-0 لصالح الفريق الزائر. و في عام 1973، طُرحت فكرة دمج العين مع نادي التضامن، وفي 1974 تم دمج الناديين تحت اسم نادي العين الرياضي. في نفس العام تم إشهار النادي رسمياً وتشكيل أول مجلس إدارة للنادي بعد الدمج برئاسة محمد سالم الظاهري.
وكان المؤسسون هم محمد صالح بن بدوه، ناصر ضاعن، خليفة ناصر السويدي، عبد الله المنصوري، عبد الله هزام، إبراهيم المحمود، عبد الله ومانع عجلان، عبد الله مطر، سعيد المويسي، سالم حسن المهيري، إبراهيم رسول، سعيد غنوم، جمعة الناجم إلى جانب مساهمة لعدد من الوافدين من الدول العربية في مرحلة البدايات الأولى ومنهم، علي المالود، وعلي بومجيد من أعضاء البعثة التعليمية البحرينية، ومن السودانيين العاملين بالدولة، مأمون عبد القادر، محمود فضل الله، الفاتح التلب، حسين الميرغني، عباس علي.

### اللقب الأول والمشاركة في الدوري (1974-1997)
| التشكيلة الاساسية موسم 1975-76 |
| ------------------------------ |
| جاسم الظاهري                   |
| سبيت عنبر                      |
| سعيد مبارك                     |
| عمر حجير                       |
| عبد الله مطر                   |
| فايز سبيت                      |
| جمعة خلف                       |
| عبد الحفيظ عرب                 |
| أحمد القطري                    |
| شايع مسعود                     |
| علي سعيد                       |
| عوض سعيد                       |

في فبراير 1974، فاز الفريق بأول لقب له، بطولة دوري أبو ظبي. يوم 13 نوفمبر 1974، تم تعيين الشيخ خليفة رئيس فخريا للنادي، تقديراً لدعمه المستمر. يوم 21 مايو 1975، تم انتخاب الشيخ سلطان بن زايد رئيساً لمجلس الإدارة. في عام 1975، فاز العين ببطولة دوري أبو ظبي للمرة الثانية. في نفس العام يوم 21 مارس عام 1975، لعب الفريق أول بطولة كأس رئيس الدولة 
و خسر 4-5 بركلات الترجيح في دور ال 16 ضد الشعب بعد التعادل 1-1 في الوقت الأصلي. في موسم 1975-76، شارك الفريق للمرة الأولى في الدوري الإماراتي، و حل في مركز الوصيف خلف الأهلي. فاز العين بأول لقب دوري له في موسم 1976-77، بعد تعادله 1-1 مع الشارقة في المباراة الأخيرة.
في الموسم التالي، حلَّ في مركز الوصيف خلف النصر. وكان محيي الدين هبيطة الهداف برصيد 20 هدفاً. في موسم 1978-79، أمّن العين المركز الثالث برصيد 27 نقطة في الدوري وهزم من الشارقة في نهائي كأس رئيس الدولة.
أصبح محمد بن زايد رئيساً للفريق في 19 يناير 1979. فاز العين بالدوري مرة أخرى في موسم 1980-81 وخسر نهائي كأس الرئيس لنادي الشباب. في 1983-84، فاز الفريق بالدوري المشترك وتبعه ببطولة الدوري الثالثة له، ليكون ثاني فريق مع الأهلي يفوز بالبطولة ثلاث مرات. وكان الفريق الأقوى هجوما برصيد 35 هدفا، وحصل أحمد عبد الله إلى جانب مهاجم الوصل فهد خميس
على الحذاء الذهبي برصيد 20 هدفا لكل منهما. كان هذا الموسم الأول الذي تم فيه استبعاد اللاعبين الأجانب من الدوري، وكان العين معارض له. و خرج الفريق من مرحلة التصفيات لبطولة الأندية الآسيوية 1986. بعد الفوز بلقب الدوري في موسم 1983-84، فشل العين في الفوز بأي لقب حتى 1989 و فاز بكأس الاتحاد. في السنة التالية وصلوا إلى نهائي كأس الرئيس، وخسروه للشباب.
بدأ موسم 1992-93 بالعديد من التعاقدات الجديدة: سيف سلطان (اتحاد كلباء)، سالم جوهر (عجمان)، ماجد العويس (الذيد)، سعيد جمعة (الإمارات). فاز العين بلقب الدوري الرابع له مع تبقي ثلاث جولات بعد فوزه 5-0 على الخليج سجلها سيف سلطان، عوض غريب، أحمد عبد الله، وماجد العويس هدفين، وحصد الفريق كل الألقاب الفردية، حيث نال لقب أقوى خط هجوم وأقوى خط دفاع
بالإضافة إلى لقب الهداف، ولم يكن هناك أي منافس قادر على مقارعة العين في هذا الموسم، حيث حل الوصل ثانياً بفارق 8 نقاط، وتوّج سيف سلطان هدافاً للدوري وهدافاً للعرب برصيد 21 هدفاً بفارق خمسة أهداف عن زميله في النادي ماجد العويس. في الموسم التالي، حل العين في المركز الثاني في الدوري وكان وصيف كأس السوبر 1993 بخسارته 2-1 ضد الشعب. ووصل أيضا إلى نهائي 
كأس الرئيس لكن خسر 1-0 من الشباب، وفشل للمرة الرابعة في الفوز بالكأس. في عامي 1994 و 1995، خسر العين نهائيين في كأس رئيس الدولة، حل في المركز الثاني في الدوري، فاز بكأس السوبر عام 1995، وخسر في الجولة الثانية من كأس الكؤوس الآسيوية من كاظمة الكويتي. في موسم 1996-97، خرج العين من دور ال16 في كأس رئيس الدولة من حتا وحل في المركز الرابع في الدوري.

### الفترة الذهبية (1997-2003)
قبل بداية موسم 1997-98، تم تشكيل مجلس هيئة الشرف في 7 يونيو 1997. بعد تشكيل المجلس توّج فريق العين بطلاً للدوري العام. في الموسم الذي تبعه، تم التعاقد مع المدرب إيلي بلاتشي، الذي استطاع الفوز بكأس رئيس الدولة الأول بتاريخ النادي وقيادة الفريق إلى مركز الوصيف في الدوري والحصول على المركز الثالث في الظهور الثاني للفريق في بطولة الأندية الآسيوية.
و في موسمه الثاني استطاع إيلي الحصول على لقب الدوري العام السادس في تاريخ العين، بينما في كأس الكؤوس الآسيوية خرج الفريق على يد فريق الجيش السوري بقانون أهداف خارج الديار من الجولة الأولى. في موسم 2000-01، أتى المدرب الأرجنتيني أوسكار فيلوني، لكنه أُقيل واستبدل مؤقتاً بالتونسي مراد محجوب، الذي حقّق مع الفريق لقب كأس الخليج للأندية، و حلّ الفريق
بالمركز الرابع في الدوري وخرج من الجولة الثانية في بطولة الأندية الآسيوية. واستطاع العين بعدها تحقيق كأس رئيس الدولة في 2001 وخسر نهائي كأس السوبر الإماراتي في 2002 ووصل إلى الربع النهائي في كأس الكؤوس الآسيوية 2002.
بعد نجاحه في قيادة منتخب السنغال إلى الدور ربع النهائي في كأس العالم 2002، تعاقد العين مع المدرب برونو ميتسو ليقود الفريق بين عامي 2002 و 2004، واستطاع ميتسو خلال موسمه الأول مع النادي بالدفاع عن لقب الدوري والتتويج به برصيد 48 نقطة وبفارق خمس نقاط عن الوحدة، و حصد كأس السوبر الإماراتي، وخرج من دور الربع النهائي في كأس رئيس الدولة. أكبر إنجازات 
النادي كانت عندما استطاع الحصول على لقب دوري أبطال آسيا في 2003 بعد تجاوزه دور المجموعات على حساب الهلال 1–0 و السد 2–0 و الاستقلال 1–3، وفي الدور نصف النهائي تمكن من تجاوز داليان شايد بمجموع مباراتي الذهاب والإياب 7–6، وفي المباراة النهائية تمكن من الفوز في مجموع المباراتين بنتيجة 2-1 على بي إي سي تيرو ساسانا، ليكون أول نادي إماراتي والوحيد
الذي يفوز بدوري الأبطال. وقدّم العين في هذا الموسم أفضل مستوياته على الإطلاق.

### (2003-الآن)
مع استمرار ميتسو في قيادة العين في موسم 2003-04، تمكن النادي من حصد بطولة الدوري للموسم الثالث على التوالي، ليكون العين الوحيد الذي استطاع تحقيق هذا الإنجاز (الفوز بثالث لقب دوري على التوالي)، و خرج من دور الربع النهائي في كأس رئيس الدولة. و قرر بعدها ميتسو ترك النادي وعدم إكمال عقده الذي يمتد حتى عام 2006. بعد رحيل ميتسو عيَن النادي ألان بيران لقيادة العين في في موسم 2004-05، لكنه فشل في قيادة العين، حيث خرج الفريق من دور الربع النهائي في دوري أبطال آسيا و خسر عدة مباريات في بداية الدوري فتمت إقالته وتعيين مساعد المدرب التونسي محمد المنسي لتولي المهمة مؤقتا، الذي استطاع أن يحقق كاس الإتحاد على حساب الأهلي بركلات الترجيح 11-10 بعد التعادل 1-1 في الوقت الأصلي والإضافي. وتعاقد العين بعدها مع ميلان ماتشالا لتدريب الفريق، وحقق ماتشالا نتائج جيدة مع الفريق وأحرز كأس رئيس الدولة، وقاد الفريق لنهائي دوري أبطال آسيا عام 2005 لكن خسره بنتيجة 2-4 لصالح الاتحاد و حل في مركز الوصيف في الدوري. لكنه فشل في موسمه الثاني فتمت إقالته في يناير 2006 بسبب النتائج المخيبة وتعيين مساعده محمد المنسي مؤقتاً إلى حين التعاقد مع مدرب جديد. استطاع المنسي في فترته المؤقتة أن يقود الفريق لتحقيق كأس الاتحاد للمرة الثانية على التوالي وكأس رئيس الدولة والصعود بالفريق إلى دور الربع نهائي في دوري أبطال آسيا وحلّ في المركز الرابع في الدوري.
في موسم 2006-07 عاد مدرب الفريق السابق الروماني أنغيل يوردانيسكو لقيادة الفريق الذي أحرز معه لقب الكأس عام 2001، لكنه فشل في مهمته وقدّم أسوأ بداية للفريق منذ سنوات طويلة وتراجع مستوى الفريق بعد 4 هزائم في الدوري والخروج من دور الربع النهائي في دوري أبطال آسيا. فقرر يوردانيسكو عدم الاستمرار. و كان بديله مؤقتاً الهولندي تيني ريخس الذي يعمل في أكاديمية النادي. وقاد الفريق في مباراتين فقط قبل أن يأتي الإيطالي والتر زينجا، الذي نجح في بدايته مع الفريق في إبعاده عن منطقة الهبوط ولكنه اختتم الموسم بتراجع وخسارة نهائي الكأس، وخروج مبكر من دوري أبطال آسيا للمرة الأولى من الدور الأول وأنهى الموسم في المركز التاسع فقط لتتوقف مسيرته مع الفريق عند هذا الحد. في الموسم التالي اعتذر النادي عن المشاركة في أي استحقاق خارجي للتفرغ للبطولات المحلية، وتم التعاقد مع المدرب تيتي ليكون ثامن برازيلي يتولى تدريب الفريق، لكن تمت إقالته بعد الخسائر المتتالية في الدوري والخروج من مسابقة الكأس في دور ال 16 على يد الشارقة، ليخلفه المدرب الألماني وينفريد شايفر الذي أنهى الموسم مع الفريق باحتلاله المركز السادس في الدوري وفشله بالتالي بالتأهل لدوري أبطال آسيا. بعد موسمين مخيبين للآمال استطاع الفريق في موسم 2008-09 مع استمرار شايفر أن يفوز بكأس الدوري والكأس بالإضافة إلى حصوله على المركز الثالث في الدوري.
وبعد تألق الفريق وعودته لمنصات التتويج تحت قيادة شايفر أخفق المدرب في ثالث وآخر مواسمه مع العين رغم البداية الجيدة في الفوز بلقب كأس السوبر الإماراتي أمام الأهلي في بداية الموسم، إلى إن الفريق فشل في الدفاع عن لقبه بطلا لمسابقة الكأس المحلية بعد أن أُقصيَ على يد عجمان بركلات الترجيح 3–4 في دور ال 16، وبعد خسارة الفريق أمام الوحدة في ختام المرحلة السابعة وتراجعه إلى المركز الثالث في الدوري، تمَت إقالة شايفر وتسلم المهمة موقتاً مساعد المدرب رشيد محمود الذي قاد الفريق لمباراة واحدة قبل أن يتولى بعدها مدرب الفريق الجديد تونينيو سيريزو، لكن الفريق تحت قيادته خسر العديد من المباريات المهمة في الدوري وأُقصيَ أيضا على يد عجمان في النصف النهائي من بطولة كأس الدوري ليخرج الفريق من جميع البطولات المحلية، على الصعيد الآسيوي فقد خرج الفريق من دوري أبطال آسيا بعد خسارته في مباراته قبل الأخيرة في دور المجموعات أمام باختاكور 3–2 و احتلاله المركز الأخير في المجموعة الثالثة، فتمت إقالته وتسليم اللاعب السابق عبد الحميد المستكي المهمة مؤقتاً حتى نهاية الموسم، لينهي الفريق موسمه باحتلال المركز الثالث في الدوري مما أهّله للعب في دوري أبطال آسيا المقبل.
وفي أسوء موسم في تاريخ العين موسم 2010-11 تحت قيادة عبد الحميد المستكي ومن بعده ألكسندر جالو، الذي بدأ بشكل جيد لكن تراجع بعدها مستوى الفريق ليخوض موسماً كارثياً حيث كان بعيداً 5 نقاط فقط عن مناطق الهبوط في الدوري ورغم فوزه على مسافي بثلاثية نظيفة في دور ال 16 من مسابقة الكأس إلا أن تم اعتباره خاسراً بنفس النتيجة بعد إشراك لاعب موقوف وخسر بعدها لقب كأس الدوري أمام الشباب، خرج من دور المجموعات في دوري أبطال آسيا وأدت كل هذه النتائج إلى ضغوط على الإدارة الذي أجبرها على الاستقالة يوم 25 مارس وفي اليوم التالي اعتمد الشيخ محمد بن زايد رئيس النادي تشكيل مجلس الإدارة بتعيين الشيخ عبد الله بن محمد بن خالد رئيس لمجلس الإدارة وراشد بن مبارك الهاجري نائباً لرئيس مجلس الإدارة، وأسندت مهمة الإشراف على الشؤون المالية والإدارية لعوض بن حاسوم الدرمكي، وتولّى محمد عبيد حمدون مهمة الإشراف على قطاع كرة القدم. قبل نهاية الموسم، في 6 يونيو نجحت إدارة النادي في الحصول على خدمات المدرب كوزمين أولاريو، ليحل بديلاً لجالو. بدت بعدها عملية التغيير بالتعاقد مع تسعة لاعبين جدد اجانسيو سكوكو، ميريل رادوي، محمد ناصر، محمد مال الله، محمد الساعدي، أسامواه جيان، ياسر القحطاني بالإضافة إلى الحارس محمود الماس ونجم الفريق السابق هلال سعيد و الإستغناء عن ستة آخرين عبر البيع والإعارة، بعد هذه التغييرات الكبيرة تمكن الفريق من الفوز بالدوري للمرة العاشرة بعد غياب 7 سنوات وحسم اللقب قبل 3 جولات من الختام بعد فوزه على الجزيرة بنتيجة 2-0 وأنهى الموسم بفارق 14 نقطة عن النصر ليكون ثاني أكبر فارق نقاط في تاريخ الدوري، لكنه خرج من دور المجموعات في كأس الدوري واكتفى للوصول لربع النهائي في الكأس.
موسم 2012-2013 استطاع العين أن يحقق لقب كأس السوبر الإماراتي أمام الجزيرة في بداية الموسم، وفي بداية الدوري خسر الفريق أول مبارياته بنتيجة 3-6 من الأهلي لكنه استطاع بعدها العودة لمستواه وتحقيق نتائج كبيرة وتقديم أداء قوي ساعده على حسم اللقب والحفاظ عليه قبل 4 جولات من نهاية الدوري، وفي بطولة الكأس وصل الفريق لنصف نهائي وخسر بنتيجة 1-2 من الأهلي
و خرج من دور المجموعات في كأس الدوري وفشل للمرة الرابعة على التوالي من تخطي دور المجموعات في دوري أبطال آسيا. و في 29 مايو 2013، مدد العين عقد المدرب كوزمين لموسم إضافي آخر لكن في يوليو 2013 وفي فترة الإعداد للموسم الجديد انتقل كوزمين ليدرب المنافس الأهلي ليلحقه بعدها اللاعب ميريل رادوي ليخلق هذين الإنتقالبين منافسة كبيرة بين الفريقين. وفي 29 يوليو 2013، وقّع العين مع المدرب الأوروجوياني خورخي فوساتي. و في أول مباريات موسم 2013-2014 خسر العين في أول اختبار له مع مدربه الجديد لقب كأس السوبر الإماراتي أمام الأهلي، وخسر بعدها من بني ياس 1-3 ورجع وفاز 3-0 على الوحدة في كأس الدوري. لكن ذلك لم يساعد المدرب في الإستمرارا مع الفريق حيث تمت إقالته بعد سبعة أسابيع فقط من استلامه تدريب الفريق، بسبب إصراره على تغيير طريقة لعب الفريق من 4-4-2 إلى 3-5-2 ولم يستطع الفريق التأقلم عليها وتم تكليف المهمة مؤقتاً للمرة الثالثة أحمد عبد الله، مدرب فريق الرديف. الذي حقق الفوز في مباراتين وخسر أخرى في الدوري، ليتسلم المهمة من بعده كيكي فلوريس مدرب الأهلي السابق، ظهر الفريق في بمستوى أفضل مع كيكي، واستطاع أن يقود الفريق إلى نهائي الكأس، لكن تراجع نتائج الفريق في الدوري والخروج من دور المجموعات في كأس الدوري للمرة الثالثة على التوالي كانت السبب في إنهاء عقد كيكي، وإسناد المهمة للكرواتي زلاتكو داليتش حتى نهاية الموسم، الذي تحت قيادته استطاع الفريق في تحقيق لقب الكأس أمام الأهلي، حلَ الفريق في المركز السادس في الدوري، كما استطاع الفريق الوصول لنصف نهائي دوري أبطال أسيا الذي خسره بمجموع مباراتين بنتيجة 4–2 أمام الهلال السعودي.
في موسم 2016 استطاع نادي العين الوصول للمباراة النهائية في دوري ابطال اسيا والذي خسر بمجموع المباراتين (2-1) من تشونبوك الكوري الجنوبي حسب خسر ذهابا 2-1 ومباراة الايهاب انتهت بالتعادل السلبي بعد ضياع ضربة جزاء للعين نفذها البرازيلي دوجلاس ، بدأ العين مشواره في دوري أبطال آسيا لكرة القدم بشكل سيء وخسر في أول مباراتين لكنه تعافى بنجاح وشق طريقه إلى الدور النهائي ، وفيما يلي استعراض لمسيرة نادي العين في البطولة القارية هذا الموسم ووصوله للمباراة النهائية بالبطولية القارية في دور المجموعات بدا نادي العين بداية ضعيفة بخشارة اول مباراتين بدور المجموعات حيث خسر 2-1 ذهابا وبنفس النتيجة اياها من نادي الجيش القطري ثم رجع لمستواه وفاز على نادي الأهلي السعودي ذهابا 1-0 وايابا 2-1 وتعادل 1-1 مع ناساف الاوزبكي بالذهاب وفاز بالإياب بنتيجة 2-0 وصعد للادوار الاقصائية كثاني المجموعة ليلاقي زوب اهان الايراني حيث تعادل الفريقين بملعب هزاع بن زايد 1-1 وفاز على الفريق الإيراني إيابا 2-0 ، وفي دور الثمانية لعب العين ضد لوكوموتيف طشقند الاوزبكي تعادل سلبي بالذهاب وفاز نادي العين بالإياب 1-0 ، صعد العين الى الدور نصف النهائي ليلاقي الجيش القطري والذي لعي بنفس مجموعة نادي العين وفاز بأول مباراتين بدور المجموعات ، فاز نادي العين بذهاب نصف النهائي بملعب هزاع بن زايد بمدينة العين 3-1 وتعادل الفريقين 2-2 بالإياب ويصعد نادي العين الاماراتي ليلاقي تشونبوك الكوري بالدور النهائي لبطولة دوري ابطال اسيا 2016 حيث خسر العين 2-1 بالذهاب بكوريا وتعادل الفريقين بالإياب 0-0 وخسر نادي العين كاس دوري ابطال اسيا 2016 واحتل وصيف البطولة لثاني مرة بتاريخه بعد نهائي البطولة الآسيوية 2005.
وفي الموسم 2017-2018 حقق نادي العين الاماراتي بطولة الدوري الاماراتي للمرة الثالثة عشرة في تاريخه ، واستطاع تحقيق الثنائية بنفس الموسم بتحقق بطولة كأس رئيس الدولة 
وفي موسم 2018-2019 تأهل العين إلى نهائي كأس العالم للأندية، مع مدربه الكرواتي زوران ماميتش لعب أولا مبارياته في البطولة ضد ويلينغتون النيوزلندي بملعب هزاع بن زايد، انتهى الشوط الأول بتفوق الفريق النيوزلندي 3-1، قلب العين تأخره إلى تعادل 3-3 في الشوط الثاني، ذهبت المباراة إلى ركلات الترجيح واستطاع خالد عيسى التصدي لركلتي ترجيح ليتأهل العين إلى الربع النهائي.
فيما التقى العين بالترجي التونسي في الربع النهائي، بدأت المباراة بتقدم العين في الدقيقة 2 من رأسية المدافع محمد أحمد من الركنية وبعد 14 دقيقة سجّل العين الهدف الثاني عن طريق حسين الشحات من هجمة مرتدة وحسم العين تأهله بتسجيل هدف ثالث في الدقيقة 60 عن طريق بندر الأحبابي ليتأهل العين لنصف النهائي.
التقى العين في النصف النهائي الفريق الأرجنتيني ريفر بليت العائد من فوز ساحق على غريمه الأزلي بوكا جونيورز في نهائي الليبرتادورس. بدأت المباراة بهدف في الدقائق الأولى برأسية لاعب العين ماركوس بيرغ المتقنة من الركنية وبعدها ثمن دقائق سجل ريفر بليت بتسديدة متقنه من اللاعب بوري عاد وسجل نفس اللاعب هدف التقدم لريفر بليت 2-1 لكن أدرك التعادل لاعب العين كايو في الدقيقة 51، فتذهب المباراة إلى ضربات الجزاء بعد فشل الفريقين بتسجيل هدف وإضاعة ريفر بليت ضربة جزاء، فاز العين في ضربات الترجيح 5-4 بتصدي خالد عيسى لآخر تسديدة وأعلن تأهل العين إلى نهائي كأس العالم للأندية كأول نادي خليجي يصل إلى النهائي. خسر العين النهائي 4-1 لصالح ريال مدريد. ليكون العين أول نادي خليجي يحقق الميدالية الفضية.

## الشعار والنشيد

### الشعار

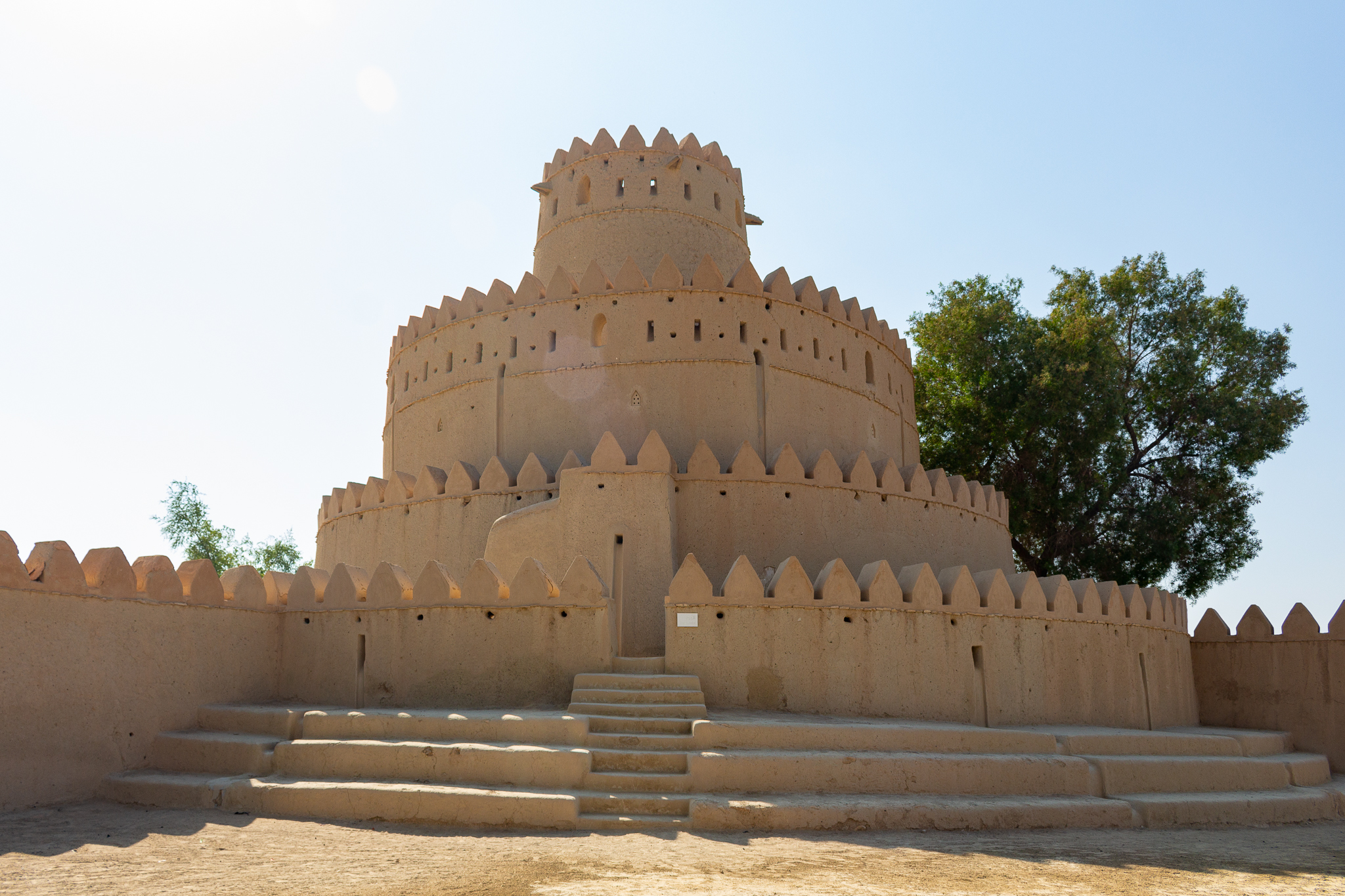
قلعة الجاهلي، رمزاً للنادي منذ 1980.

تعد قلعة الجاهلي رمزاً للنادي، لأنها تمثل اصالة وتاريخ المدينة، حيث انها أيضاً كانت مقراً رسمياً للشيخ زايد بن سلطان منذ عام 1946 عندما كان ممثلاً للحكام. اختيرت القلعة رسميا كشعاراً للنادي في عام 1980.

1980–2011
2011–2014
2014–الأن

### النشيد الرسمي
في 27 أبريل 2012، تم اعتماد النشيد الرسمي للنادي، ليكون أول نادٍ إماراتي يعتمد نشيداً رسمياً له. و قام بكتابة كلمات النشيد الشاعر علي الخوار عضو هيئة الشرف للنادي. ولا يقتصر ترديد نشيد نادي على مباريات كرة القدم فحسب بل يتم ترديده خلال مباريات النادي في منافسات الألعاب الفردية والجماعية.
| بالعربية |
| العين.. العين العين العين العين من العين يبدا شموخ الجباه ومجدن يصافح بعزه سماه وفي العين تهتف قلوب الزعيم مع العز والمجد تحلى الحياة ولانا لـ لون البنفسج أكيد نعلي شعاره ونروي غلاه إماراتي دمه.. ويبقى كبير كبير بطموحه .. كبير بعطاه لنا الفخر نحيا بحب الزعيم وجيل بعد جيل نوقف معاه عسى الله يديم الضيا والشموخ في قمة صروحه وقلعة عُلاه |

## الزي
بدأ الفريق يلعب في البداية باللون الأخضر والأبيض في عام 1968. وبعد الاندماج مع نادي التضامن في عام 1974، تم تغيير لون زي العين للون نادي التضامن الأحمر من موسم 1974-75 حتى بداية موسم 1976-77. خلال أول معسكر تدريب للفريق في المغرب في عام 1977، أقيمت بطولة ودية نظمها نادي الوداد المغربي بمشاركة نادي نيس، سبورتينغ لشبونة، و أندرلخت البلجيكي، وخلال المباريات أعجبت البعثة بألوان زي نادي أندرلخت البنفسجية، وطرحت فكرة بعدها لتغيير لون زي النادي إلى اللون البنفسجي، وعرضت على الشيخ حمدان بن مبارك آل نهيان، فوافق عليها وتم تغيير الزي رسمياً إلى البنفسج مع بداية موسم 1977-78.
| 1968–74 | 1974–77 | 1977–78 | 10-2009 | 2010–11 | 12-2011 | 14-2013 | 19-2018 | 24-2023 |

ملاحظات
1. ↑  ألوان أطقم العين الأساسية التي لُبست من 1968 إلى 1974.[15]
2. ↑  بعد الدمج اعتمد النادي ألوان فريق التضامن من 1974 حتى موسم 1976–77.
3. ↑  أصبح اللون البنفسجي الرئيسي للنادي مع بداية موسم 1977–78.
4. ↑  طقم اليوبيل الذهبي، مع الرقم 50 مطرزاً بالذهبي أعلى الجانب الأيمن.
5. ↑  اللونين البنفسجي والأبيض هما اللونين الرئيسيين للأطقم، إلا أنه في موسم 2023–24، قام النادي بتغيير ذلك ليصبح الطقم الأسود بتصميم جرافيكي بنفسجي هو الأساسي للمرة الأولى في تاريخ النادي.

### رعاة النادي وموفرو القميص
| الفترة    | مقدم القميص                          | الرعاة                      | الرعاة                      | الرعاة                      | الرعاة                      | الرعاة      | الرعاة      | الرعاة |
| الفترة    | مقدم القميص                          | الصدر                       | الصدر                       | الظهر                       | الظهر                       | الكم        | الكم        |        |
| --------- | ------------------------------------ | --------------------------- | --------------------------- | --------------------------- | --------------------------- | ----------- | ----------- | ------ |
| 1991–1992 | بوما، أديداس                         | لا يوجد                     | لا يوجد                     | لا يوجد                     | لا يوجد                     | لا يوجد     | لا يوجد     |        |
| 1992–1993 | لوتو                                 | لا يوجد                     | لا يوجد                     | لا يوجد                     | لا يوجد                     | لا يوجد     | لا يوجد     |        |
| 1993–1994 | لوتو                                 | لا يوجد                     | لا يوجد                     | لا يوجد                     | لا يوجد                     | لا يوجد     | لا يوجد     |        |
| 1994–1995 | لوتو                                 | لا يوجد                     | لا يوجد                     | لا يوجد                     | لا يوجد                     | لا يوجد     | لا يوجد     |        |
| 1995–1996 | لوتو، أولسبورت                       | لا يوجد                     | لا يوجد                     | لا يوجد                     | لا يوجد                     | لا يوجد     | لا يوجد     |        |
| 1996–1997 | أديداس                               | لا يوجد                     | لا يوجد                     | لا يوجد                     | لا يوجد                     | لا يوجد     | لا يوجد     |        |
| 1997–1998 | جاكو، كيلمي، لوتو، إيه بي إم، أديداس | لا يوجد                     | لا يوجد                     | لا يوجد                     | لا يوجد                     | لا يوجد     | لا يوجد     |        |
| 1998–1999 | لوتو                                 | بن حموده                    | بن حموده                    | لا يوجد                     | لا يوجد                     | لا يوجد     | لا يوجد     |        |
| 1999–2000 | كليني                                | شركة أبوظبي الوطنية للفنادق | شركة أبوظبي الوطنية للفنادق | لا يوجد                     | لا يوجد                     | لا يوجد     | لا يوجد     |        |
| 2000–2001 | جاكو                                 | محمد حارب العتيبة           | محمد حارب العتيبة           | لا يوجد                     | لا يوجد                     | أفيز        | زيروكس      |        |
| 2001–2002 | أديداس                               | ياس للعطور                  | ياس للعطور                  | لا يوجد                     | لا يوجد                     | لا يوجد     | لا يوجد     |        |
| 2002–2003 | نايكي                                | الحبتور                     | الحبتور                     | لا يوجد                     | لا يوجد                     | لا يوجد     | لا يوجد     |        |
| 2003–2004 | نايكي                                | بنك أبو ظبي التجاري         | بنك أبو ظبي التجاري         | لا يوجد                     | لا يوجد                     | لا يوجد     | لا يوجد     |        |
| 2004–2005 | لوتو                                 | ساسان                       | ساسان                       | بنك أبو ظبي التجاري         | بنك أبو ظبي التجاري         | لا يوجد     | لا يوجد     |        |
| 2005–2006 | لوتو                                 | الفهيم                      | الفهيم                      | بنك أبو ظبي التجاري         | بنك أبو ظبي التجاري         | لا يوجد     | لا يوجد     |        |
| 2006–2009 | لوتو                                 | صروح                        | صروح                        | طموح                        | طموح                        | هيدرا       | لا يوجد     |        |
| 2009      | أديداس                               | لا يوجد                     | لا يوجد                     | لا يوجد                     | لا يوجد                     | لا يوجد     | لا يوجد     |        |
| 2009–2010 | إيرييا                               | صروح                        | بنك الخليج الأول            | طموح                        | لا يوجد                     | هيدرا       | لا يوجد     |        |
| 2010–2011 | ماكرون، إيرييا                       | صروح                        | بنك الخليج الأول            | طموح                        | شركة أبوظبي الوطنية للفنادق | ستراتا      | لا يوجد     |        |
| 2011      | كابا                                 | لا يوجد                     | لا يوجد                     | طموح                        | شركة أبوظبي الوطنية للفنادق | لا يوجد     | لا يوجد     |        |
| 2011–2013 | أديداس                               | صروح                        | بنك الخليج الأول            | شركة أبوظبي الوطنية للفنادق | ستراتا                      | لا يوجد     | لا يوجد     |        |
| 2013–2015 | نايكي                                | بنك الخليج الأول            | بنك الخليج الأول            | شركة مطارات أبو ظبي         | شركة مطارات أبو ظبي         | لا يوجد     | لا يوجد     |        |
| 2015–2016 | نايكي                                | بنك الخليج الأول            | بنك الخليج الأول            | شركة مطارات أبو ظبي         | شركة مطارات أبو ظبي         | بي إم دبليو | بي إم دبليو |        |
| 2016–2018 | نايكي                                | بنك أبو ظبي الأول           | بنك أبو ظبي الأول           | شركة مطارات أبو ظبي         | شركة مطارات أبو ظبي         | لا يوجد     | لا يوجد     |        |
| 2018–2021 | نايكي                                | بنك أبو ظبي الأول           | بنك أبو ظبي الأول           | لا يوجد                     | لا يوجد                     | لا يوجد     | لا يوجد     |        |
| 2021–2023 | نايكي                                | بنك أبو ظبي الأول           | بنك أبو ظبي الأول           | لا يوجد                     | لا يوجد                     | إكسبو 2020  | رين         |        |
| 2023–     | نايكي                                | بنك أبو ظبي الأول           | بنك أبو ظبي الأول           | إثـمار الدولية القابضه      | إثـمار الدولية القابضه      | لا يوجد     | لا يوجد     |        |

## منشآت النادي

### الملاعب

#### ملعب هزاع بن زايد
هزاع بن زايد، هو ملعب كرة قدم يقع في مدينة العين في أبوظبي ويلعب عليه نادي العين. وقد تم افتتاحه في 24 يناير 2014، ويشمل 25,000 مقعداً موزعاً على 7 مستويات منها 3000 مقعداً مميزاً. وتبلغ مساحته الكلية 45,000 قدم مربع وبارتفاع يصل إلى 50 متراً ما يجعله من أطول المباني على الإطلاق في مدينة العين. تم الانتهاء من إنشائه في وقت قياسي بلغ 17 شهراً، يُصنف كأحد أكثر الملاعب تطوراً في منطقة الشرق الأوسط والأول في أسيا.
وتصميم الملعب مستوحى من أشجار النخيل كرمز ليربط الحاضر والمستقبل بتاريخ وتراث الدولة، أهم خصائص الملعب هي الشكل الخارجي والتي تحتوي على 600 لوحة على شكل جذع أشجار النخيل والتي يتم التحكم في إضاءتها باستخدام تقنيات ضوئية ديناميكية تتيح استخدام ألوان متعددة، وفي مباريات العين يكون لون الملعب الخارجي بنفسجي. ويشبه الملعب في مواصفاته ملعب نادي بايرن ميونيخ الألماني أليانز أرينا.
كان العين يلعب قبل الانتقال على ملعب طحنون بن محمد و قبلها ملعب الشيخ خليفة الدولي حتى أصبح ملعب هزاع بن زايد الملعب الرسمي ومعقل النادي منذ 2014 حتى الآن. وقد سمي الملعب بهذا الاسم من قبل رئيس النادي الشيخ محمد بن زايد على اسم الشيخ هزاع بن زايد، تقديراً لجهوده في دعم الرياضة.
لعب العين أول مباراة له على الملعب في يوم 24 يناير 2014 ضد الظفرة في الدور الثاني من الدوري وكان لاعب العين أسامواه جيان هو صاحب أول هدف يحرز في هذا الملعب خلال نفس المباراة وانتهت 1/1 بالتعادل بحضور 15,123. كان الافتتاح الرسمي للملعب يوم 15 مايو 2014 في مباراة ودية ضد فريق مانشستر سيتي انتهت بثلاثة أهداف دون رد لمانشستر. شارك فيها نجوم خليجيين ومحليين منهم ياسر القحطاني، محمد الشلهوب، حسين عبد الغني، محمد السهلاوي، محمد نور، نواف الخالدي، بدر المطوع، إسماعيل مطر، حمدان الكمالي، سفيان العلودي، أبوبكر سانغو و حضرها 21,437.

#### استاد خليفة بن زايد
استاد خليفة بن زايد هو ملعب متعدد الاستخدام يقع في مدينة العين. غالبا ما يتم استخدامه لمباريات كرة القدم. تم بناءه عام 1996 و يتسع الملعب لـ 16 ألف متفرج. استضاف الملعب بعض مباريات بطولة كأس الأمم الآسيوية لكرة القدم 1996 و بطولة كأس العالم للشباب 2003.

#### ملعب طحنون بن محمد (القطارة)
ملعب طحنون بن محمد أو ملعب القطارة هو ملعب متعدد الأغراض في مدينة العين. غالباً ما يستخدم لمباريات كرة القدم. وهو من بين الملاعب الرئيسية للنادي، يتسع لنحو 15,000 متفرج، بني في عام 1980 وتم افتتاحه في 21 أغسطس 1987.
أول مباراة رسمية في الدوري بالقطارة كانت في عام 1987 ضد النصر، وأخر مباراة رسمية في 09 يناير 2014، ضد الشباب وانتهت بالتعادل 0–0. وكان يسمى بملعب الأمجاد ومقبرة الخصوم، وشهد أيضاً تتويج العين بطلاً لدوري أبطال أسيا في عام 2003 و كأس الخليج للأندية في 2001، والعديد من بطولات الدوري والسوبر.

## المشجعون
يعتبر نادي العين هو النادي الأكثر جماهيرية فالإمارات وتلقب جماهيره بالأمة العيناوية. وهناك رابطة جمعية جماهير العين التي تؤازر الفريق في كل مبارياته سواء على ملعب هزاع بن زايد أو الملاعب الأخرى، أشهر مشجع للنادي هو محمد راشد الملقب بـ العمدة، ومن الشخصيات الكبيرة التي تشجع النادي في الإمارات هو الشيخ خليفة بن زايد والعديد من أبناء الشيخ زايد، محمد خلفان الرميثي الرئيس السابق لاتحاد الإمارات لكرة القدم ومن المشاهير الفنانة أحلام، ديانا حداد، فاطمة زهرة العين، الشاعر علي الخوار، سعيد البريكي، بالإضافة إلى العديد من الأسماء الأخرى.

## الديربي
ديربي العاصمة أو كما يعرف ديربي أبو ظبي هي مباراة كرة قدم بين فريقي مدينة أبو ظبي، نادي العين ونادي الوحدة. وهو واحد من أشهر ديربيات كرة القدم الإماراتية بجوار ديربي دبي، ديربي الشارقة. أُقيم أول لقاء بين الفريقين في موسم 1985-86 في الأسبوع الخامس من منافسات بطولة الدوري، على ملعب خليفة بن زايد، بمدينة العين، وانتهى بتعادل الفريقين بنتيجة 3-3. يذكر أن العين هو الأكثر فوزاً في لقاءات الديربي، فقد فاز في 52 مباراة من أصل 110، بينما فاز نادي الوحدة في 36 مباراة وانتهى 22 لقاءً بينهما بالتعادل. و يعتبر لاعب العين السابق ماجد العويس هو هداف مواجهات الديربي ب 11 هدف، بينما من نادي الوحدة يأتي محمد سالم برصيد 5 أهداف. ورغم الفارق الكبير بين كلا الفريقين في الألقاب والإمكانيات والجماهير والتي تصب جميعها في مصلحة نادي العين إلا أن مبارياتهم دائماً ما تحظى بالإثارة والندية.
- الجدول الآتي يوضح المباريات بين الغريمين منذ بدايتها حتى آخر ديربي جمعها في 20 مايو 2024. والذي انتهى بفوز العين 2-0 في الجولة الـ24 من دوري أدنوك للمحترفين لموسم 2024-23.

| المواجهات | نتائج     | نتائج | نتائج      | الأهداف | الأهداف |
| المواجهات | فاز العين | تعادل | فاز الوحدة | العين   | الوحدة  |
| --------- | --------- | ----- | ---------- | ------- | ------- |
| 110       | 52        | 22    | 36         | 171     | 135     |

* آخر تحديث في 20 مايو 2024

## الإدارة ورؤساء النادي

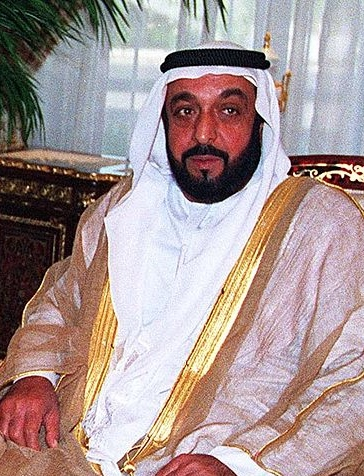
خليفة بن زايد
الرئيس الفخري لنادي منذ 1974.

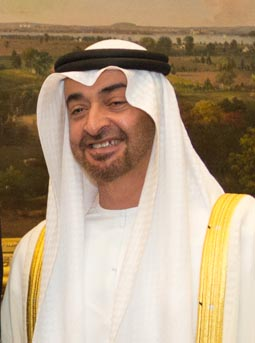
محمد بن زايد
الرئيس الحالي لنادي العين.
رئيس مجلس الشرف

سلطان بن زايد
أول من تولى رئاسة النادي في عام 1975.

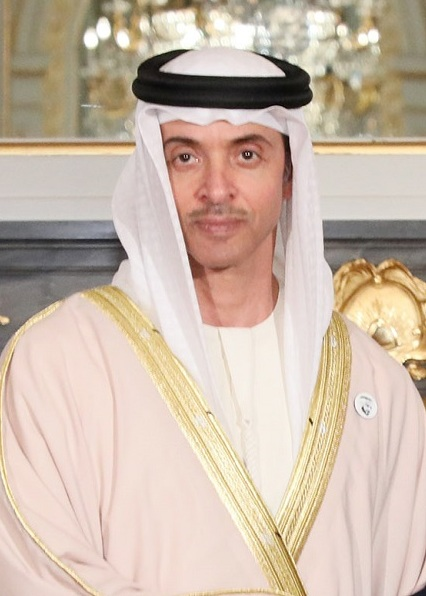
هزاع بن زايد
النائب الأول لرئيس النادي
النائب الأول لرئيس مجلس الشرف
رئيس مجلس إدارة نادي العين الرياضي الثقافي.

منذ بداية تأسيس النادي تولّى رئاسة النادي وقيادته أبناء الشيخ زايد بن سلطان، حيث كأن أول من دعم النادي وساهم في تطوره هو الشيخ خليفة بن زايد، الذي تم تعيينه في 13 نوفمبر 1974 كرئيس فخري للنادي. 
 وفي 21 مايو عام 1975 تولى الشيخ سلطان بن زايد مهمة رئاسة مجلس إدارة نادي العين بالانتخاب من قبل الجمعية العمومية للنادي، ليكون أول من يتولى قيادة نادي العين.
واختير من بعده من قبل الجمعية العمومية لنادي يوم 19 يناير 1979، الشيخ محمد بن زايد رئيساً لمجلس إدارة. شهد النادي عصره الذهبي مع الشيخ محمد وجمع أكبر عدد من البطولات على مستوى الفريق الأول وكانت فكرته إقامة مجلس الشرف.

 وتم اختيار الشيخ حمدان بن زايد نائباً لرئيس مجلس إدارة النادي في 18 مارس 1983 من قبل مجلس إدارة نادي برئاسة الشيخ محمد بن زايد. لكنه استقال في الثاني من مايو عام 1984 بسبب اختياره رئيساً لاتحاد كرة القدم في نفس الفترة .
تولى مهمة نائب رئيس مجلس الإدارة الشيخ هزاع بن زايد في نفس العام 1984، الذي كوّن الثنائي الناجح مع الشيخ محمد بن زايد في مسيرة العطاء والإنجازات والبطولات. وتدرج الشيخ هزاع في المناصب الإدارية لنادي العين فمن نائب رئيس مجلس الإدارة 
إلى تولي مهمة رئاسة مجلس إدارة النادي وبعد ذلك أصبح نائباً لرئيس النادي ونائباً لرئيس هيئة الشرف عام 1997.
أتى بعدها الشيخ عبد الله بن زايد و تولى مهمة نائب رئيس مجلس إدارة النادي في بداية التسعينات، الذي استقال وتفرع لرئاسة اتحاد الكرة، ولكنه استقال من رئاسة اتحاد الكرة وعاد كعضواً في مجلس الشرف. وكان رئيس مجلس الإدارة في تلك الفترة الشيخ حمدان بن مبارك، الذي 
بدأ مع النادي في عام 1975، عندما تم اختياره رئيساً للجنة كرة القدم، الذي تولى أيضاً مناصب أخرى كنائب رئيس مجلس الإدارة في أكثر من مرة. و اختياره رئيساً لمجلس إدارة نادي العين عام 1991 واستمر لمدة 6 سنوات. و هو عضو أيضاً في مجلس الشرف.

### مجلس الشرف
في 7 يونيو 1997، تم الإعلان عن تشكيل مجلس هيئة الشرف لنادي العين، التي تقوم بتحديد أهداف النادي ورسم السياسات العامة للخطط والبرامج التي تكفل تنمية قدرات النادي وتدعيم دوره في البنيان الرياضي للدولة، وهي السلطة العليا التي تسائل وتقيم أداء اللجان المنبثقة من مجلس الشرف، وتقوم بتعيين 
 مجلس الإدارة أو اللجنة التنفيذية، وتصادق على الأعضاء الذين يتم اختيارهم، وتقوم بتحديد الرسوم والاشتراكات السنوية وتشكيل اللجان الفرعية المتخصصة، كما تناقش وتعتمد التقرير السنوي الفني والمالي ومشروع الميزانية للسنة المالية المنتهية وتبحث الاقتراحات المقدمة من اللجنة التنفيذية ولجنة المتابعة ولجنة التسويق 
وأعضاء الهيئة وتعين مراقب مالي لحسابات النادي.
تجتمع هيئة الشرف اجتماعاً عادياً مرتين في السنة برئاسة رئيس مجلس هيئة الشرف أو نائبه وتوجه الدعوات للأعضاء عن طريق الأمين العام لهيئة الشرف، وتتخذ هيئة الشرف قراراتها بالأغلبية المطلقة، ويقوم مجلس الشرف باختيار الأمين العام الذي يقوم بدوره بالتنسيق في الأمور التي تخص مجلس الشرف من اجتماعات 
وقرارات وتوصيات وغيرها من الموضوعات.
و يعتبر مجلس الشرف كأول تجربة إماراتية، ويتكون أيضاً من لجنة المتابعة، لجنة التسويق واللجنة التنفيذية. و يشكل مجلس الشرف عنصر دعم مهم للفريق. حيث بعد تشكيله بدأ العصر الذهبي للنادي ودخل الفريق حقبة زمنية متميزة ومليئة بالبطولات والإنجازات. منذ انطلاق هيئة الشرف حقق 
نادي العين انطلاقة هائلة في جميع المستويات إدارية وفنية وتنظيمية ورياضية وبصفة خاصة للفريق الأول لكرة القدم الذي حصد 21 بطولة إلى الآن.
وفي 11 يونيو 1997 تم عقد أول اجتماع لمجلس هيئة الشرف بحضور رئيس هيئة الشرف الشيخ محمد بن زايد و النائب الأول لرئيس هيئة الشرف هزاع بن زايد و الأعضاء الذين بلغ عددهم في بداية المجلس 35 عضواً. و يعتبر محمد راشد العتيبة أول من تولى مهمة الأمانة العامة لمجلس الشرف مع بداية المجلس.

| الرئيس                 | من            | إلى  |
| ---------------------- | ------------- | ---- |
| سلطان بن زايد آل نهيان | 21 مايو 1975  | 1979 |
| محمد بن زايد آل نهيان  | 19 يناير 1979 | الآن |

### مجلس الإدارة
| المنصب                                                                                  | الأعضاء                   |
| --------------------------------------------------------------------------------------- | ------------------------- |
| نائب رئيس مجلس إدارة نادي العين الرياضي الثقافي رئيس اللجنة التنفيذية رئيس مجلس الإدارة | سلطان بن حمدان بن زايد    |
| مشرفاً على الشؤون الرياضية                                                               | محمد إبراهيم المحمود      |
| مشرفاً على الشؤون الإعلامية                                                              | محمد سيف علي الكتبي       |
| مشرفاً على الشؤون الإدارية والمالية                                                      | زياد أمير أحمد صالح       |
| مشرفاً على قطاع الأكاديمية والمواهب                                                      | عبدالله محمد عبدالله خوري |

آخر تحديث: 10 يونيو 2024
المصدر: وام

## المدربين
* درب الفريق مؤقتاً.
| الرقم. | المدرب             | من             | لغاية          | الألقاب                              |
| ------ | ------------------ | -------------- | -------------- | ------------------------------------ |
| 1      | ناصر ضاعن*         | 1968           | 1971           |                                      |
| 2      | عبد العزيز همامي   | 1971           | 1973           |                                      |
| 3      | أحمد عليان         | 1973           | 1976           | 2 كأس دوري أبوظبي                    |
| 4      | حميد الذيب         | 1976           | 1976           |                                      |
| 5      | أحمد عليان         | 1976           | 1979           | 1 دوري                               |
| 6      | عبد المجيد الشتالي | 1979           | 1980           |                                      |
| 7      | أحمد نجاح          | 1980           | 1982           | 1 دوري                               |
| 8      | نيلسينهو روزا      | 1982           | 1984           | 1 دوري، 1 الدوري المشترك             |
| 9      | ميلان ميلانيتش     | 1984           | 1986           |                                      |
| 10     | جير بيسرني         | 1986           | 1986           |                                      |
| 11     | جواو فرنسيسكو      | 1986           | 1988           |                                      |
| 12     | زي ماريو           | 1988           | 1990           | 1 كأس الاتحاد                        |
| 13     | محيي الدين خلف     | 1990           | 1992           |                                      |
| 14     | يسري عبد الغني     | 1992           | 1992           |                                      |
| 15     | أماريلدو           | 1992           | 1995           | 1 دوري                               |
| 16     | شاكر عبد الفتاح    | 1995           | 1995           | 1 كأس السوبر                         |
| 17     | أنخيل ماركوس       | 1995           | 1996           |                                      |
| 18     | لوري ساندري        | 1996           | 1996           |                                      |
| 19     | كارلوس كابرال      | 1997           | 1997           |                                      |
| 20     | شاكر عبد الفتاح    | 1997           | 1998           | 1 دوري                               |
| 21     | نيلو فينغادا       | 1998           | 15 نوفمبر 1998 |                                      |
| 22     | إيلي بلاتشي        | 15 نوفمبر 1998 | 10 مايو 2000   | 1 دوري، 1 كأس رئيس الدولة            |
| 23     | أوسكار فيلوني      | 29 يونيو 2000  | نوفمبر 2000    |                                      |
| 24     | مراد محجوب         | نوفمبر 2000    | مارس 2001      | 1 كأس الخليج للأندية                 |
| 25     | أنغيل يوردانيسكو   | مارس 2001      | 4 يناير 2002   | 1 كأس رئيس الدولة                    |
| 26     | أحمد عبد الله*     | 6 يناير 2002   | 8 يناير 2002   |                                      |
| 27     | جمال حاجي          | 8 يناير 2002   | 15 يونيو 2002  | 1 دوري                               |
| 28     | برونو ميتسو        | 14 يوليو 2002  | 1 يونيو 2004   | 2 دوري، 1 دوري الأبطال، 1 كأس السوبر |
| 29     | ألان بيران         | يوليو 2004     | 21 أكتوبر 2004 |                                      |
| 30     | محمد المنسي *      | 23 أكتوبر 2004 | يناير 2005     | 1 كأس الاتحاد                        |

| الرقم. | المدرب               | من             | لغاية          | الألقاب                                                                 |
| ------ | -------------------- | -------------- | -------------- | ----------------------------------------------------------------------- |
| 31     | ميلان ماتشالا        | يناير 2005     | يناير 2006     | 1 كأس رئيس الدولة                                                       |
| 32     | محمد المنسي *        | 2006           | 2006           | 1 كأس رئيس الدولة، 1 كأس الاتحاد                                        |
| 33     | أنغيل يوردانيسكو     | يونيو 2006     | ديسمبر 2006    |                                                                         |
| 34     | تيني ريخس *          | 2006           | 2007           |                                                                         |
| 35     | والتر زينجا          | يناير 2007     | يونيو 2007     |                                                                         |
| 36     | تيتي                 | يوليو 2007     | ديسمبر 2007    |                                                                         |
| 37     | وينفريد شايفر        | 2007           | ديسمبر 2009    | 1 كأس الدوري، 1 كأس رئيس الدولة، 1 كأس السوبر                           |
| 38     | رشيد بن محمود *      | ديسمبر 2009    | ديسمبر 2009    |                                                                         |
| 39     | تونينيو سيريزو       | ديسمبر 2009    | أبريل 2010     |                                                                         |
| 40     | عبد الحميد المستكي * | أبريل 2010     | ديسمبر 2010    |                                                                         |
| 41     | أحمد عبد الله*       | 2010           | 2010           |                                                                         |
| 42     | ألكسندر جالو         | 21 ديسمبر 2010 | 6 يونيو 2011   |                                                                         |
| 43     | كوزمين أولاريو       | 6 يونيو 2011   | 6 يوليو 2013   | 2 دوري، 1 كأس السوبر                                                    |
| 44     | خورخي فوساتي         | 29 يوليو 2013  | 13 سبتمبر 2013 |                                                                         |
| 45     | أحمد عبد الله*       | 13 سبتمبر 2013 | 27 سبتمبر 2013 |                                                                         |
| 46     | كيكي فلوريس          | 27 سبتمبر 2013 | 8 مارس 2014    |                                                                         |
| 47     | زلاتكو داليتش        | 8 مارس 2014    | 23 يناير 2017  | 1 دوري، 1 كأس رئيس الدولة، 1 كأس السوبر، 1 كأس السوبر الإماراتي المغربي |
| 48     | جوسكو سبانجيتش*      | يناير 2017     | فبراير 2017    |                                                                         |
| 49     | زوران ماميتش         | فبراير 2017    | يناير 2019     | 1 دوري، 1 كأس رئيس الدولة                                               |
| 50     | زيلجكو سوبيتش*       | يناير 2019     | فبراير 2019    |                                                                         |
| 51     | خوان كارلوس غاريدو   | فبراير 2019    | يونيو 2019     |                                                                         |
| 52     | إيفان ليكو           | يونيو 2019     | ديسمبر 2019    |                                                                         |
| 53     | غازي فهد*            | ديسمبر 2019    | 4 يناير 2020   |                                                                         |
| 54     | بيدرو ايمانويل       | 4 يناير 2020   | 11 مايو 2021   |                                                                         |
| 55     | سيرجي ريبروف         | 6 يناير 2021   | 27 مايو 2023   | 1 دوري، 1 كأس الدوري                                                    |
| 56     | ألفريد شرودر         | 27 مايو 2023   | 8 نوفمبر 2023  |                                                                         |
| 57     | هرنان كرسبو          | 14 نوفمبر 2023 | الآن           | 1 دوري الأبطال                                                          |

## الإنجازات
يعتبر نادي العين أنجح الأندية على مدار تاريخ كرة القدم الإماراتية، ويعتبر أكثر الفرق تحقيقاً للبطولات في دولة الإمارات العربية المتحدة بـ 38 بطولة منذ تأسيسه وهو صاحب الرقم القياسي في الحصول على لقب الدوري الإماراتي برصيد 14 مرة، وبطلاً لكأس رئيس الدولة 7 مرات، كأس السوبر الإماراتي 5 مرات، كما حصل على كل من كأس الاتحاد الإماراتي 3 مرات وكأس رابطة المحترفين الإماراتية مرتين، كأس دوري أبوظبي مرتين، بالإضافة إلى كأس الخليج للأندية مرة، وكأس السوبر الإماراتي المغربي مرة ودوري أبطال آسيا مرتين. كما تمكن من الوصول إلى نهائي كأس العالم للأندية سنة 2018.
| المنافسات | البطولة                      | المواسم | المواسم | المواسم                                                                         | المواسم |
| المنافسات | البطولة                      | اللقب | اللقب   | الوصافة                                                                         | الوصافة |
| --------- | ---------------------------- | --- | ------- | ------------------------------------------------------------------------------- | ------- |
| محلية     | الدوري الإماراتي للمحترفين   | 1976–77، 1980–81، 1983–84، 1992–93، 1997–98، 1999–00، 2001–02، 2002–03، 2003–04، 2011–12، 2012–13، 2014–15، 2017–18، 2021–22 | 14      | 1975–76، 1977–78، 1981–82، 1993–94، 1994–95، 1998–99، 2004–05، 2015–16، 2022–23 | 9       |
| محلية     | كأس رئيس الدولة              | 1998–99، 2000–01، 2004–05، 2005–06، 2008–09، 2013–14، 2017–18                                                                | 7       | 1978–79، 1980–81، 1989–90، 1993–94، 1994–95، 2006–07، 2015–16، 2022–23          | 8م      |
| محلية     | كأس السوبر الإماراتي         | 1995، 2003، 2009، 2012، 2015                                                                                                 | 5م      | 1993، 2002، 2013، 2014، 2018، 2022                                              | 6       |
| محلية     | كأس الرابطة الإماراتية       | 2008–09، 2021–22 | 2       | 2010–11، 2022–23، 2023–24                                                       | 3م      |
| محلية     | كأس الاتحاد الإماراتي        | 1988–89، 2004–05، 2005–06 | 3       | 1986، 1994                                                                      | 2       |
| محلية     | الدوري المشترك               | 1982–83 | 1م      |                                                                                 |         |
| محلية     | كأس دوري أبوظبي              | 1973–74، 1974–75 | 2م      |                                                                                 |         |
| عربية     | كأس الخليج للأندية           | 2001 | 1       |                                                                                 |         |
| عربية     | كأس السوبر الإماراتي المغربي | 2015 | 1       |                                                                                 |         |
| قارية     | دوري أبطال آسيا              | 2003، 2024 | 2       | 2005، 2016                                                                      | 2       |
| عالمية    | كأس العالم للأندية           | – | –       | 2018                                                                            | 1       |

- رقم قياسي

- م رقم قياسي بالمشاركة

### الثنائيات والثلاثيات
الثنائيات
- ثنائية الدوري وكأس رئيس الدولة (1): 2017–18[30]
- ثنائية الدوري وكأس الرابطة (1): 2021–22

الثلاثيات
- ثلاثية الدوري وكأس السوبر ودوري أبطال آسيا (1): 2002-03
- ثلاثية كأس رئيس الدولة وكأس الرابطة وكأس السوبر (1): 2009

## اللاعبون
اعتبارًا من 30 أغسطس 2023.

ملاحظة: تشير الأعلام إلى المنتخب الوطني على النحو المحدد في قواعد الأهلية للفيفا. قد يحمل اللاعبون أكثر من جنسية واحدة غير تابعة للفيفا.
| الرقم | البلد                    | المركز | اللاعب                                     |
| ----- | ------------------------ | ------ | ------------------------------------------ |
| 1     | الإمارات العربية المتحدة | حارس   | محمد بو سندة                               |
| 3     | الإمارات العربية المتحدة | مدافع  | كوامي أوتون                                |
| 4     | البرتغال                 | مدافع  | فابيو كاردوسو (معار من نادي بورتو)         |
| 5     | كوريا الجنوبية           | وسط    | بارك جونغ-وو                               |
| 6     | الإمارات العربية المتحدة | وسط    | يحيى نادر                                  |
| 7     | باراغواي                 | وسط    | ماتياس سيغوفيا U23 (معار من نادي بوتافوغو) |
| 8     | الإمارات العربية المتحدة | وسط    | محمد عباس                                  |
| 9     | توغو                     | مهاجم  | كودجو لابا                                 |
| 10    | باراغواي                 | وسط    | كاكو                                       |
| 11    | الإمارات العربية المتحدة | مدافع  | بندر الأحبابي                              |
| 13    | الإمارات العربية المتحدة | وسط    | أحمد برمان                                 |
| 15    | الإمارات العربية المتحدة | مدافع  | إريك مينيزيس                               |
| 16    | الإمارات العربية المتحدة | مدافع  | خالد الهاشمي                               |
| 17    | الإمارات العربية المتحدة | حارس   | خالد عيسى                                  |
| 18    | الإمارات العربية المتحدة | وسط    | خالد محمد البلوشي                          |
| 19    | الأرجنتين                | مهاجم  | ماتيو سانابريا                             |
| 20    | الإمارات العربية المتحدة | وسط    | ماتياس بالاسيوس U23                        |
| 21    | المغرب                   | مهاجم  | سفيان رحيمي                                |
| 23    | الإمارات العربية المتحدة | مدافع  | خالد بطي                                   |
| 24    | الأرجنتين                | مدافع  | فيليبي سالوموني U23 (معار من نادي غواراني) |

| الرقم | البلد                    | المركز | اللاعب                                 |
| ----- | ------------------------ | ------ | -------------------------------------- |
| 27    | الإمارات العربية المتحدة | وسط    | سيكو غاساما U23                        |
| 28    | الإمارات العربية المتحدة | وسط    | سولومون سوسو U23                       |
| 29    | الأرجنتين                | وسط    | جينو إنفانتينو U23 (معار من فيورنتينا) |
| 30    | الإمارات العربية المتحدة | وسط    | حازم محمد U23                          |
| 32    | الإمارات العربية المتحدة | مدافع  | خالد الحساني U23                       |
| 35    | نيجيريا                  | حارس   | حسن ساني U21                           |
| 36    | الإمارات العربية المتحدة | وسط    | يوسف عبده U23                          |
| 40    | الإمارات العربية المتحدة | مدافع  | خالد علي البوشي U23                    |
| 44    | الإمارات العربية المتحدة | مدافع  | مانع الشامسي U23                       |
| 46    | مالي                     | مدافع  | درامان كوماري U21                      |
| 50    | الإمارات العربية المتحدة | حارس   | سيف المازمي U23                        |
| 60    | الإمارات العربية المتحدة | مهاجم  | جوناس نافو U23                         |
| 66    | الإمارات العربية المتحدة | مدافع  | منصور الشامسي U23                      |
| 70    | مالي                     | وسط    | عبدالكريم تراوري                       |
| 72    | الإمارات العربية المتحدة | مهاجم  | محمد عوض الله                          |
| 77    | نيجيريا                  | وسط    | هاليرو ساركي U23                       |
| 88    | غانا                     | مدافع  | حميد محمد U23                          |
| 90    | الإمارات العربية المتحدة | مهاجم  | عيسى خلفان U23                         |
| 99    | جمهورية الكونغو          | وسط    | جوسنا أبيانفي                          |

### المعارون
ملاحظة: تشير الأعلام إلى المنتخب الوطني على النحو المحدد في قواعد الأهلية للفيفا. قد يحمل اللاعبون أكثر من جنسية واحدة غير تابعة للفيفا.
| الرقم | البلد                    | المركز | اللاعب                                   |
| ----- | ------------------------ | ------ | ---------------------------------------- |
| 2     | المغرب                   | وسط    | المهدي مبارك (معار إلى نادي الوداد)      |
| 42    | البرازيل                 | وسط    | جوناتاس سانتوس U23 (معار إلى نادي الوصل) |
| 26    | الإمارات العربية المتحدة | وسط    | أحمد القطيش (معار إلى نادي مجد)          |

| الرقم | البلد   | المركز | اللاعب                                             |
| ----- | ------- | ------ | -------------------------------------------------- |
| 51    | مالي    | وسط    | أحمد باثيلي U21 (معار إلى نادي مجد)                |
| 65    | تنزانيا | حارس   | عبد الله حميسي U21 (معار إلى نادي مجد)             |
| 94    | فنزويلا | وسط    | يوهان جونزاليز U21 (معار إلى نادي فليتوود يونايتد) |

## قادة الفريق
| ناصر ضاعن       | 1968—1972 |
| ربيع إبراهيم    | 1972—1977 |
| سيف محمد        |           |
| أحمد الراشدي    |           |
| محمد عبيد حماد  |           |
| سيف محمد        |           |
| محمد عبيد حمدون | —2001     |
| سالم جوهر       | 2001—2005 |
| فهد علي         | 2005—2008 |
| حميد فاخر       | 2007—2008 |
| خورخي فالديفيا  | 2008—2010 |
| رامي يسلم       | 2010—2011 |
| هلال سعيد       | 2011—2016 |
| عمر عبد الرحمن  | 2016—2018 |
| إسماعيل أحمد    | 2018—2021 |
| بندر الأحبابي   | 2021—     |

## الإحصائيات

### إحصائيات الفريق أسيوياً
أخر تحديث في 25 مايو 2024
| البطولة                                  | ل   | ف  | ت  | خ  | له  | عليه | فارق الأهداف | نسبة الفوز% |
| ---------------------------------------- | --- | -- | -- | -- | --- | ---- | ------------ | ----------- |
| بطولة الأندية الآسيوية / دوري أبطال آسيا | 144 | 61 | 39 | 44 | 236 | 191  | +45          | 042٫36      |
| كأس أبطال الكؤوس الآسيوية                | 8   | 3  | 0  | 5  | 7   | 12   | −5           | 037٫50      |
| الإجمالي                                 | 152 | 64 | 39 | 49 | 243 | 203  | +40          | 042٫11      |

1. ↑  هذا الجدول لايشمل 4 مباريات في التصفيات المؤهلة.

### إحصائيات الفريق في الدوري
| المواسم                     | لعب   | فاز | تعادل | خسر | له    | عليه  | النقاط | أول مشاركه | منذ/آخر ظهور |
| --------------------------- | ----- | --- | ----- | --- | ----- | ----- | ------ | ---------- | ------------ |
| 48                          | 1,071 | 573 | 255   | 243 | 2,013 | 1,190 | 1,805  | 1975–76    | 1975–76      |
| 1أخر تحديث في 2 يونيو 2024. |       |     |       |     |       |       |        |            |              |
| المراكز                     |       |     |       |     |       |       |        |            |              |
| 1                           | 2     | 3   | 4     | 5   | 6     | 7     | 8      | 9          | 10           |
| 14                          | 10    | 6   | 5     | 3   | 3     | 2     | 2      | 2          | 1            |
| 1أخر تحديث في 2 يونيو 2024. |       |     |       |     |       |       |        |            |              |

### أرقام اللاعبين

#### الأكثر تسجيلاً
آخر تحديث في 21 فبراير 2024.

الخط العريض يشير إلى أن اللاعب لا يزال يلعب مع النادي.
| الترتيب | اللاعب          | الفترة    | الأهداف |
| ------- | --------------- | --------- | ------- |
| 1       | أحمد عبدالله    | 1978–1995 | 185     |
| 2       | أسامواه جيان    | 2011–2015 | 128     |
| 3       | كودجو لابا      | 2019–الان | 120     |
| 4       | محي الدين هبيطة | 1976–1983 | 71      |
| 5       | ماجد العويس     | 1992      | 70      |
| 6       | عمر عبد الرحمن  | 2008–2018 | 62      |
| 7       | مطر الصهباني    | 1983      | 60      |
| 7       | سالم جوهر       | 1992–2005 | 60      |
| 9       | سيف سلطان       | 1992–2005 | 55      |
| 10      | ماركوس بيرغ     | 2017–2019 | 51      |

ملاحظة: هذا الجدول يشمل الأهداف المسجلة في كل المسابقات.

#### الأكثر مشاركةً
آخر تحديث في 25 مايو 2024

الخط العريض يشير إلى أن اللاعب لا يزال يلعب مع النادي.

الجدول التالي يستعرض أكثر اللاعبين تمثيلًا لنادي العين منذ بداية عهد الإحتراف في 2008–09.
| الترتيب | اللاعب          | الفترة    | المجموع |
| ------- | --------------- | --------- | ------- |
| 1       | خالد عيسى       | 2013–     | 389     |
| 2       | مهند سالم       | 2008–2021 | 331     |
| 2       | محمد عبد الرحمن | 2008–2021 | 331     |
| 4       | إسماعيل أحمد    | 2008–2021 | 328     |
| 5       | بندر الأحبابي   | 2010–     | 241     |
| 6       | عمر عبد الرحمن  | 2008–2018 | 231     |
| 7       | محمد أحمد       | 2012–2023 | 212     |

## وصلات خارجية
- الموقع الرسمي لنادي العين

| الإنجازات                  | الإنجازات          | الإنجازات    |
| -------------------------- | ------------------ | ------------ |
| سبقه سوون سامسونغ بلووينغز | أبطال آسيا 2002–03 | تبعه الاتحاد |

| الإنجازات               | الإنجازات          | الإنجازات |
| ----------------------- | ------------------ | --------- |
| سبقه أوراوا رد دايموندز | أبطال آسيا 2023–24 | تبعه      |